# Hrvatski zrakoplovni savez
Hrvatski zrakoplovni savez (HZS)  je hrvatska krovna organizacija za športsko zrakoplovstvo. Međunarodni naziv za Savez je Croatian Aeronautical Federation.
HZS punopravni je član sljedećih udruženja: FAI – Svjetska zrakoplovna federacija (Federation Aeronautique Internationale), EA – Europska zrakoplovna federacija (Europe Airsports), EGU – Europski savez za zrakoplovno jedriličarstvo (European Gliding Union), HZTK – Hrvatska zajednica tehničke kulture i HOO – Hrvatski olimpijski odbor.
Hrvatski zrakoplovni savez djeluje u okviru pet zakona, a to su: Zakon o udrugama, Zakon o tehničkoj kulturi, Zakon o sportu, Zakon o zračnom prometu (lex specialis) i Zakon o zaštiti i spašavanju.
Osnovan je 1947. godine pod imenom Zrakoplovni savez Hrvatske kao sljednik Aerokluba Kraljevine Jugoslavije i Aerokluba SHS osnovanog 1922. godine. Kao takav djeluje do 1992. godine kada se osniva pravni sljednik i Zrakoplovni savez Hrvatske postaje Hrvatski aeroklub. Krajem 1997. godine Hrvatski aeroklub mijenja naziv u Hrvatski zrakoplovni savez sukladno zakonskim propisima.

## Djelatnosti
Djelatnosti Hrvatskog zrakoplovnog saveza po granama i disciplinama:
| - Motorno letenje avionom - precizno letenje - rally letenje - Ultralako (UL) letenje - UL aerodinamički kontroliran zrakoplov – UL - Motorni zmaj kontroliran pomicanjem CG – MZ - Mikrolaki avion - Motorni paraglajder – MPG - UL helikopter – ULH - Motorni UL autogyro – ULGH - Ultralaka jedrilica – UJ - Balonstvo - letenje na vrući zrak - Zrakoplovno jedriličarstvo - club class - Ovjesno jedriličarstvo (Zmajarstvo) - preleti | - Parajedriličarstvo - precizno slijetanje - preleti - Wingsuit letenje - Padobranstvo - skok na cilj - figurativni skokovi - free fly - para-ski - Zrakoplovno i raketno modelarstvo - F1ABC - slobodni let - F3J - jedrilice na radioupravljanje za termički let - F5J - jedrilice na elektro pogon - F1N - male jedrilice za slobodni let - S - modeli na raketni pogon - F3K - F1ABCQ - Samogradnja |

Osnova za izdavanje sportske dozvole HZS u pojedinim granama je pilotska dozvola koju izdaje CCAA (Hrvatska agencija za civilno zrakoplovstvo). Postoje dvije vrste: PPL - dozvola privatnog pilota te CPL - dozvola profesionalnog pilota. HZS izdaje sljedeće dozvole:
- IPPI iskaznica
- Sportska dozvola HZS
- Sportska dozvola FAI

## Motorno letenje avionom

### Svjetsko prvenstvo
| # |
| - |
| 1 |
| 2 |

|               | Zlato | Srebro | Bronca | Ukupno |
| ------------- | ----- | ------ | ------ | ------ |
| Predrag Crnko | 0     | 0      | 1      | 1      |

## Balonstvo

### Svjetski kup
Pobjednici na barem jednom natjecanju u Svjetskom kupu.
bold - aktivni
Broj u zagradi označava broj različitih diciplina u kojima je balonaš(ica) osvoji-o/la medalje.
| Balonaš(ica) | Pobjede | Postolja | Disciplina/pobjede |
| ------------ | ------- | -------- | ------------------ |
| [[]]         |         |          |                    |

## Padobranstvo

### Svjetsko prvenstvo
| # |
| - |
| 1 |
| 2 |

|                | Zlato | Srebro | Bronca | Ukupno |
| -------------- | ----- | ------ | ------ | ------ |
| Damir Sladetić | 1     | 0      | 0      | 1      |

### Svjetski kup
| # |
| - |
| 1 |
| 2 |
| 3 |
| 4 |
| 5 |

|                          | Zlato | Srebro | Bronca | Ukupno |
| ------------------------ | ----- | ------ | ------ | ------ |
| Veseljka Klobučarić Pirc | 1     | 3      | 0      | 4      |
| Helena Janson            | 0     | 1      | 3      | 4      |
| Ina Muharemović          | 0     | 1      | 0      | 1      |
| Zuza Ina                 | 0     | 1      | 0      | 1      |
| Marko Premužić           | 0     | 0      | 1      | 1      |

## Zrakoplovno i raketno modelarstvo

### Svjetsko prvenstvo
| # |
| - |
| 1 |
| 2 |

|                 | Zlato | Srebro | Bronca | Ukupno | Discipline |
| --------------- | ----- | ------ | ------ | ------ | ---------- |
| Robert Leško    | 1     | 0      | 0      | 1      | F1ABC      |
| Arijan Hucaljuk | 0     | 1      | 0      | 1      | F3J        |

## Nagrade HZS-a
Savez dodjeljuje Medalju Faust Vrančić, Nagradu Ikar i Nagradu Orao.
Na 94. Generalnoj Skupštini Svjetske zrakoplovne federacije, koja je održana 17. do 21. listopada 2001. godine u Montreauxu u Švicarskoj, usvojena je odluka o dodijeli te nagrade HZS-a, "Faust Vrančić Medal", koja je u rangu s FAI Silver Medal, a dodjeljuje se na nivou svijeta za najbolje tehničke inovacije u padobranstvu. Svjetska padobranska komisija – IPC je po prvi puta dodijelila medalju na 95. Generalnoj konferenciji Svjetske zrakoplovne federacije koja je održana u Dubrovniku od 7. do 13. listopada 2002. godine.

## Ostalo
Godine 1910. hrvatski izumitelj inženjer Slavoljub Penkala izgradio je avion u jednom priručnom hangaru na zagrebačkom Črnomercu uz pomoć, kasnije prvog hrvatskog pilota, Dragutina Novaka.

### Međunarodna natjecanja u Hrvatskoj
| Grana        | Naziv natjecanja                                    | Lokacija / Start–Cilj | 1. izdanje | Zadnje izdanje | Bilješke |
| ------------ | --------------------------------------------------- | --------------------- | ---------- | -------------- | --- |
| padobranstvo | Europski padobranski kup u Hrvatskoj                | Opatija, Rijeka       |            |                | sedam kupova u preciznom slijetanju; organizira klub Krila Kvarnera;                                                                              |
| paragliding  | Europski parajedriličarski kup u Hrvatskoj          | Ivanec                |            |                | tri kupa u preciznom slijetanju u Ivancu;, European Cup Trakošćan 2005.                                                                           |
|              | Red Bull Svjetsko air race prvenstvo u Hrvatskoj    | Rovinj                | 2014.      | 2015.          | |
| modelarstvo  | Svjetski kup u zrakoplovnom modelarstvu u Hrvatskoj | više                  |            | održava se     | F5J CRO Cup, F5J Kup Osijeka, F5J Kup Broda, F5J Trešnjevka Cup, F3K Kup Broda, F3K Fizir Cup, F1ABCQ CRO Cup, F1ABCQ Kup Slavonije i Baranje...; |
| padobranstvo | Svjetski padobranski kup u Hrvatskoj                | Rijeka                | 1998.      | održava se     | |
| paragliding  | Svjetski parajedriličarski kup u Hrvatskoj          | više                  | 2007.      | 2010.          | Buzet 2009., Ravna gora (Trakošćan) 2007. i 2010.;                                                                                                |
|              |                                                     |                       |            |                | |
| padobranstvo | Alkarski padobranski kup                            | Sinj                  | 1991.      | održava se     | |
| balonstvo    | Croatia Hot Air Balloon Rally                       |                       | 2001.      | održava se     | Hrvatski balonaški rally; |
| paragliding  | Paragliding XC Dalmatian Open                       | Svilaja               |            | održava se     | |
| paratriatlon | ParaJapetić                                         | Gorica Svetojanska    | 1998.      | održava se     | [ 8 ] |

Svjetska prvenstva u Hrvatskoj
(nepotpuna lista)
| Grana        | Naziv SP-a                                                                       | Godina     | Lokacija         | Bilješke |
| ------------ | -------------------------------------------------------------------------------- | ---------- | ---------------- | -------- |
|              | Red Bull Svjetsko air race prvenstvo u Hrvatskoj                                 | 2014.-'15. | Rovinj           |          |
| modelarstvo  | Svjetsko prvenstvo u zrakoplovnom modelarstvu u kategorijama F1ABC               | 2009.      | Bjelopolje       |          |
| paragliding  | 5. Svjetsko prvenstvo u preciznom slijetanju parajedrilicom                      | 2009.      | Ivanec, Varaždin |          |
| paragliding  | Predsvjetsko prvenstvo u preciznom slijetanju parajedrilicom                     | 2008.      | Ivanec, Varaždin |          |
| padobranstvo | 28. Svjetsko padobransko prvenstvo u klasičnim disciplinama                      |            |                  |          |
| padobranstvo | Svjetsko padobransko prvenstvo                                                   | 2004.      | Rijeka           |          |
| padobranstvo | 3. Svjetsko padobransko prvenstvo Formation Skydiving – žene                     |            |                  |          |
| padobranstvo | 11. Svjetsko padobransko prvenstvo Canopy Formation                              |            |                  |          |
| padobranstvo | 16. Svjetsko padobransko prvenstvo u formacijama Skydiving – otvorena kategorija |            |                  |          |
| mla          | 15. Svjetsko prvenstvo u preciznom letenju avionom                               | 2002.      | Zagreb, Lučko    |          |
| padobranstvo | 24. Svjetsko padobransko prvenstvo u klasičnim disciplinama                      | 1998.      | Vrsar            |          |
| padobranstvo | Svjetsko padobransko prvenstvo                                                   | 1985.      | Lošinj           |          |
| padobranstvo | Svjetsko padobransko prvenstvo                                                   | 1978.      | Zagreb           |          |

## Vanjske poveznice
- HZS
  - Letjelišta u Hrvatskoj
  - Aerodromi u Hrvatskoj
- CCAA  Arhivirana inačica izvorne stranice od 15. studenoga 2019. (Wayback Machine)
- Hrvatska kontrola zračne plovidbe